# Kovács Árpád (irodalomtörténész)
Kovács Árpád (Munkács, 1944. szeptember 25. –) irodalomtörténész, szlavista filológus, kultúrtörténész, egyetemi tanár, az irodalomtudomány doktora.

## Életpályája
Az Eötvös Loránd Tudományegyetemen 1969-ben orosz nyelv és irodalom szakos középiskolai tanár végzettséget szerzett. Ugyanitt 1974-ben bölcsészdoktor.
Az irodalom- és kultúratudományok területén 1984-ben szerzett kandidátusi fokozatot „Dosztojevszkij regénye (A műfaj poétikai megközelítésben)” c. értekezés alapján, majd 1997-ben „A perszonális elbeszélés (Puskin, Gogol, Dosztojevszkij)” című munkája alapján a Magyar Tudományos Akadémia az irodalomtudomány doktorává avatta.
1973 óta a Eötvös Loránd Tudományegyetem Bölcsészettudományi Karának munkatársa, 2001-ben megalapítja a veszprémi Pannon Egyetemen a magyar nyelv és irodalom szakos képzéshez kapcsolódó Irodalom- és Kultúratudományi Tanszéket, amelynek 2009-ig tanszékvezetője volt. 2009-től a Károli Gáspár Református Egyetemen tanít. Kutatási területei az irodalomelmélet, a ruszisztika és a modern filológia. Az MTA Irodalomtudományi Bizottságának társelnöke. Az Irodalomtudományi Doktori Iskola oktatója az Eötvös Loránd Tudományegyetemen és a Károli Gáspár Református Egyetemen. 2017. júniusig tizenkét témavezetettje közül tízen értek el PhD fokozatot. Tudományos közleményeinek száma 2017. június 25-ig 134.

## Tudományos publikációk 1968–2013

### Önálló könyvek, monográfiák
- Роман Достоевского. Опыт поэтики жанра [Dosztojevszkij regénye. A műfaj poétikai megközelítésben], Budapest: Tankönyvkiadó 1985, 368.
- Персональное повествование. Пушкин, Гоголь, Достоевский. [A perszonális elbeszélés. Puskin, Gogol, Dosztojevszkij], (Slavische Literaturen. Texte und Abhandlungen. Herausg. von Wolf Schmid. Band 7). Frankfurt am Main, Berlin, Bern, New York, Paris, Wien: Peter Lang 1994, 231.
- Diszkurzív poétika [Res poetica 3], Veszprém: Veszprémi Egyetemi Kiadó 2004, 338.
- Prózamű és elbeszélés. Regénypoétikai írások. Budapest, Argumentum [Diszkurzívák 12.], 2010. 208.
- Versbe írt szavak. Budapest, Argumentum, 2011. 224.
- Az irodalmi esemény. Budapest, Gondolat, 2013. 108.

### Tanulmányok
- Az Artamonovok magyarországi kritikai fogadtatása. Acta Iuvenum 1968/1, 90–99.
- Igor Szvetlov három monográfiája a magyar szobrászatról. Művészet 1972. XIII. évf. 4. sz. 46–48, (recenzió).
- A szovjet korszak orosz költészete (szerk. Székely Tiborné, Szilárd Léna, Varga Mihály), Budapest: Tankönyvkiadó, 1973, Felsőoktatási Szemle 1973/7–8, XXII. évf. 508–509, (recenzió).
- Meszerics István: Dosztojevszkij szellemi drámája. Helikon, Irodalomtudományi szemle 1976/4, 688–689‚ (recenzió).
- Труд венгерских русистов. Нева № 3, 1976. 186–187. Ленинград‚ (recenzió).
- Г. н. Поспелов: Проблемы исторического развития литературы. Москва: Просвещение 1972, 271‚ Filológiai Közlöny, 1977/4. 463–467‚ (recenzió).
- К вопросу об объективной манере Ф. М. Достоевского в романе «Идиот» (Оценка Е. М. Салтыкова-Щедрина). Annales Universitatis Scientarium Budapestinensis. Sectio Philologica Moderna V. 1974. 89–100.
- Генезис идеи «прекрасного человека» и движение замысла романа «Идиот» (Соотношение человека и романа). Studia Slavica 21 (1975). 309–331.
- „A félkegyelmű” – mint objektív gondolati forma. Filológiai Közlöny 1975/3–4. 214–225.
- A regényelmélet módszertanához. Bahtyin, Lukács, Poszpelov. Filológiai Közlöny 1977/2–3. 319–331.
- Соотношение пространственно-временной и повествовательной структур в романе «Идиот» Ф. М. Достоевского (К разграничению позиции автора и рассказчика в романе). Slavica 15 (1977). 37–53.
- Mihail Bahtyin prózafelfogásáról. A nyelvfilozófiai megközelítés határai. Studia Russica I‚ 1978‚ 244–255.
- Поэтика романа «Идиот». К проблеме жанрового мышления Достоевского. Budapest, Hungaro-Slavica, 1978. 149–164.
- Расширение планов дискретности в структуре персонажа Достоевского. (Компетенция героя и рассказчика). Studia Russica II. 1979. 126–170.
- Повествовательная компетенция героя и рассказчика в романах Достоевского. (Углубление жанровой дискретности в структуре персонажа). Annales Universitatis Scientarium Budapestinensis. Sectio Philologica Moderna XI‚ 1980. 55–70.
- On the Methodology of the Theory of the Novel. Bachtin, Lukács, Pospelov. Studia Slavica 26 (1980). 377–398.
- Ábrázolt szó, epikus tárgyiasság és a műfaj a narratív formában. Studia Poetica I. Az irodalmi elbeszélés elméleti kérdései. 1980, 265–285.
- Szempontok az „Anyegin” poétikai és műfaji meghatározásához = Tanulmányok a kelet-európai irodalmak és nyelvek köréből Dobossy László 70. születésnapjára. Budapest 1980. 291–302.
- Русская классическая и советская поэтика (Основные направления). [Társszerző: Király Gyula.]‚ Studia Russica III. Budapest 1980. 83–119.
- Проблема повествователя и автора романов Достоевского в современной советской поэтике. Canadian-American Slavic Studies 15‚ № 4‚ Winter 1981. 545–553.
- Жанрообразующий принцип сюжета и персонажа в романе Достоевского «Преступление и наказание». Annales Universitatis Scientarium Budapestinensis. Sectio Philologica Moderna XII‚ 1981. 55–64.
- Роман-прозрение. Опыт жанровой поэтики Достоевского. Studia Russica IV. Budapest 1981. 27–70.
- Поэтическая мотивация в романе «Бесы». Acta Litteraria 24‚ 1982. 27–56.
- Структура и жанр романов Достоевского в исследованиях по поэтике. Studia Russica V‚ Budapest 1982. 193–231.
- Вопросы поэтики жанра. Annales Universitatis Scientarium Budapestinensis. Sectio Philologica Moderna XIII‚ 1982. 61–82.
- Dosztojevszkij regénye. A műfaj poétikai megközelítésben (Kandidátusi értekezés tézisei). Magyar Tudományos Akadémia‚ Budapest 1983. 17.
- Принципы сюжетной мотивации в романе Достоевского = Russica. In memoriam Emilii Baleczky‚ Budapest 1983. 161–172.
- Az eszmélésregény narratív modellje: Dosztojevszkij. Filológiai Közlöny, 1983/1–2. 61–73.
- The Narrativ Model of the Novel of „Awakening”: Dostoevsky. Acta Litteraria, XXV, 1983/3–4, 359–373.
- Сюжетная функция «противоположных жестов» в романе «Бесы». Slavica 21 (1984). Debrecen 123–140.
- Жанровая структура романов Ф. М. Достоевского: Роман-прозрение = Проблемы поэтики русского реализма XIX века‚ Ленинград 1984. 144–169.
- Das Romanmodel bei Dostoevskij in der Beschreibung durch Michail Bachtin = Roman und Gesellschaft. Internationales Michail-Bachtin-Colloquium, Jena 1984. 152–160.
- Принципы поэтической мотивации в романе «Бесы». Dostoevsky Studies‚ vol. 5 (Papers Read at the Fifth International Dostoevsky Symposium) 1984. 49–62.
- Модель инерции мышления в «Шинели» Гоголя. Studia Russica VII (1984). 159–171.
- Память как принцип сюжетного повествования: «Записки из подполья» Достоевского. Wiener Slawistischer Almanach‚ Band 16‚ Wien 1985. 81–97.
- Az orosz és a szovjet narratív poétika Veszelovszkijtól Lotmanig [Társszerző: Király Gyula]. Szeged: Studia Poetica 6 (Az elbeszélés értelmezésének stratégiái), 1985. 40–87.
- Категория повествования в поэтике Б. М. Эйхенбаума. Revue des Études Slaves, (B. M. Ejxenbaum) LVII/I‚ Paris 1985. 125–135.
- Poetyka rosyjska i radziecka (przegląd najważniejszych kierunków). [Társszerző: Király Gyula], Przegłąd Humanistyczny 11/12 (1986), 85–107.
- The Poetics of „The Idiot”: On the Problem of Dostoevsky's Thinking about Genre = Critical Essays on Dostoevsky‚ ed. Robin Feuer Miller, Boston/Massachusetts: G.K.Hall Co, 1986. 116–126.
- Двуединая модель мира и жанровое своеобразие «Записок сумасшедшего» Н. В. Гоголя = Шестой международный конгресс преподавателей русского языка и литературы. Секция 5: Вопросы теории и истории русской классической и советской литературы (Сборник тезисов)‚ Budapest 1986. 65–66.
- Повесть Гоголя «Записки сумасшедшего» и проблема персонального повествования (Мир, текст, сюжет, память). Studia Slavica 33‚ Budapest 1987. 183–206.
- Сюжетная память в персональном повествовании (Жанрообразование в «Великом инквизиторе» Достоевского). Studia Russica XI‚ Budapest 1987. 92–117.
- «Цыганы» Пушкина (I. О поэмогенном смыслосозидании). Studia Russica XII‚ Budapest 1988. 75–94.
- Понятие текста в русском литературоведении = «70 лет советской литературы и литературоведения», (Резюме докладов научной конференции), Будапешт 1988‚ 5–7.
- Смысловой мир «Пророка» Пушкина = Пушкин и Пастернак. Материалы Второго пушкинского коллоквиума (1989). Studia Russica Budapestinensia I. red. Kovács Árpád, Nagy István‚ Budapest 1991. 43–62.
- О смыслообразующих принципах Гоголя = От Пушкина до Белого. Проблемы поэтики русского реализма XIX – начала ХХ века, под ред. В. М. Марковича, Санкт-Петербург 1992. 45–67.
- Az „Anyegin” poétikai és műfaji meghatározásához = Orosz írók magyar szemmel V. Szerk. Kámán Erzsébet, Budapest: Tankönyvkiadó, 1992. 538–543.
- Поприщин, Софи, Меджи (К семантической реконструкции текста «Записок сумасшедшего») = Гоголевский сборник. Под ред. С. А. Гончарова. Санкт-Петербург 1993. 100–122.
- A perszonális elbeszélés. Puskin, Gogol, Dosztojevszkij (Akadémiai Doktori Értekezés Tézisei). Budapest, 1993, 24.
- Косой луч заходящего солнца (К реконструкции одного «фантастического» мотива Ф. М. Достоевского) = Поиски в инаковом, Фантастика и русская литература ХХ века / La Tradition fantastique et la littérature russe du XXe siècle, Lausanne 1994. 17–42.
- Előszó. In honorem Jurij Lotman = Kultúra, szöveg, narráció. Orosz elméletírók tanulmányai. Szerk. Kovács Árpád, V. Gilbert Edit, Pécs, 1994. 7–15.
- Akakéta (A szkázról és Gogol szövegvilágáról). Szépliteratúrai Ajándék 1995/3–1996/1. Pécs, 88–97.
- A szó diszkurzív poétikája. Helikon, Irodalomtudományi szemle: A szó poétikája. 1999/1–2. 5–35.
- Bibliográfia. Helikon, Irodalomtudományi szemle: A szó poétikája, 1999/1–2, 243–263.
- A költői beszédmód diszkurzív elmélete = A szótól a szövegig és tovább… Tanulmányok az orosz irodalom és költészettan köréből. Szerk. Kovács Árpád és Nagy István, Budapest, Argumentum [Diszkurzívák 1], 1999. 11–66.
- A gogoli szövegmű (A köpönyeg – írva és olvasva) = A szótól a szövegig és tovább… Tanulmányok az orosz irodalom és költészettan köréből. Szerk. Kovács Árpád és Nagy István, Budapest: Argumentum [Diszkurzívák 1] 1999. 259–270.
- Нарратива историческая и литературная [[Az irodalmi és a történeti elbeszélés]] = Historizem v raziskovanju slovenskego jezika, literature i kulture. Filozofska fakulteta. Oddelek za slovanske jezike in književnosti, Ljubljana 1999. 33.
- Этика и поэтика поступка у Достоевского A cselekvés etikai és poétikai aspektusa Dosztojevszkij életművében = The International Conference on Dostoevsky–2000 in Japan, Chiba 2000. 18.
- «Таинственный знак» Достоевского или дискурс поступка [A rejtélyes jel Dosztojevszkijnél avagy a tett diszkurzív megjelenítése] = Dostojewskij und Deutschland. Unter Berücksichtung seiner internationalen Bedeutung, Baden-Baden, 2001. 45–46.
- A szó filológiai és poétikai megközelítésben, in Poétika és nyelvelmélet. Válogatás Alekszandr Potebnya, Alekszandr Veszelovszkij, Olga Frejdenberg elméleti műveiből. Szerkesztette és a kísérő tanulmányt írta Kovács Árpád, Budapest: Argumentum [Diszkurzívák 3] 2002. 335–400.
- A filológiai aktus. Literatura 2002/4, 395–426.
- Az elbeszélt cselekvés versnyelvi architektonikája‚ Puskin időszerűsége: A rézlovas = Irodalomelmélet az ezredvégen, szerk.: Ármeán Otília, Fried István, Odorics Ferenc. Budapest−Szeged: Gondolat Kiadói Kör−Pompeji 2002. 72–119.
- A regény, avagy a cselekvés poétikai dimenziója. Filológiai Közlöny 2002/1–2, 57–85.
- Szóelmélet és antropológia Wilhelm von Humboldt nyelvszemléletében = „…még onnét is eljutni túlra…”. Nyelvészeti és irodalmi tanulmányok Horváth Katalin tiszteletére, szerk. Ladányi M., Dér Cs., Hattyár H. Budapest: Tinta 2004. 225–239.
- «Петра творенье» и поэтический акт Пушкина. Нарратива историческая и литературная [„Péter alkotása” és Puskin poémája. A történeti és az irodalmi narratíva], in Pietroburgo, capitale della cultura russa / Петербург – столица pусской культуры. A cura di Antonella D'Amelia, Salerno, Europa orientalis 2004, tt. 1–2, II tome. 23–51.
- Vallomás, elbeszélés, írás: a személyes diszkurzus Szent Ágostonnál = A regény nyelvei (Tanulmányok, Első veszprémi regénykollokvium), szerk. Kovács Árpád, [Diszkurzívák 4] Budapest: Argumentum, 2005‚ 23–48.
- «Таинственный знак» у Достоевского. Slavistična revija 53, 2005/3. Ljubljana, 261–281.
- Angustia: Тоска у Достоевского = Russica Hungarica, Budapest–Moszkva: Vodolej Publishers 2005. 100–125.
- Epopteia: Az intelligens szenzibilitás Augustinus, Puskin és Dosztojevszkij műveiben = Puskintól Tolsztojig és tovább… Tanulmányok az orosz irodalom és költészettan köréből II [Diszkurzívák 5]. Szerk. Kovács Árpád‚ Budapest, Argumentum 2006. 5–37.
- Puskin írásmódja = Bevezetés a XIX. századi orosz irodalom tanulmányozásába I–II. (egyetemi tankönyv). Szerk. Kroó Katalin, Budapest: Eötvös Loránd Tudományegyetem, 2006, I. kötet, 15–60.
- A szómű Gogol prózájában = Bevezetés a XIX. századi orosz irodalom tanulmányozásába I–II. (egyetemi tankönyv). Szerk. Kroó Katalin, Budapest: Eötvös Loránd Tudományegyetem, 2006. I. kötet, 195–215.
- Személyesség és szövegköziség A Karamazov testvérek című regényben = Bevezetés a XIX. századi orosz irodalom tanulmányozásába I–II. (egyetemi tankönyv), szerk. Kroó Katalin, Budapest: Eötvös Loránd Tudományegyetem, 2006. II. kötet, 478–507.
- Költészetbölcselet és metafora (Az esztétikai tudat meghaladása József Attila, Mihail Bahtyin és Paul Ricœur műveiben) = Vers – Ritmus – Szubjektum. Műértelmezések a XX. századi magyar líra köréből. Szerk. Horváth Kornélia, Szitár Katalin. Budapest, Kijárat, 2006. 107–152.
- Nyelv, költészet és bölcselet József Attila felfogásában = Tudományos előadások 2006, Veszprém: Magyar Tudományos Akadémia, Veszprémi Területi Bizottság, 2006. 7–28.
- Prozéma és metafora (Szavak és tettek Dosztojevszkij műveiben) = A regény és a trópusok. Tanulmányok. A második veszprémi regénykollokvium. Szerk. Kovács Árpád. Budapest: Argumentum [Diszkurzívák 7.] 2007. 89–138.
- Достоевский в свете поэтики жанра и дискурса (Опыт авторецензии) = Достоевский и ХХ век, I – II. Под редакцией Т.А. Касаткиной. ИМЛИ РАН‚ Москва‚ 2007. II: 495–504.
- Антропология Достоевского = F. M. Dostoevsky in the Context of Cultural Dialogues. 13th Symposium of the International Dostoevsky Society, July 3–8, 2007. Budapest. 113–115.
- Антропологический аспект «Дневника лишнего человека» = Добрый Великанъ. Tanulmányok Hetesi István tiszteletére. Pécs 2007. 73–81.
- A versnyelvi és a történeti elbeszélés természetéről (Puskin A rézlovas című poémája kapcsán) = „Szóba formált világ”. Tanulmánykötet Han Anna habilitált egyetemi docens születésnapjára. Budapest, 2008. 152–174.
- К вопросу о литературной антропологии = Проблемы нарратологии и опыт формализма / структурализма. Пушкинские Горы‚ Санкт-Петербург 2008 г.
- História az elbeszélői, a versnyelvi és a plasztikai kultúra közegeiben. Filológiai Közlöny 2008/3–4.155–187.
- Az írás akarása (Feljegyzések az egérlyukból) = Emlékkönyv Király Gyula professzor tiszteletére. KGRE Bölcsészettudományi Kar. 2008.
- A Holt lelkek, avagy az életidő poémája. Filológiai Közlöny 2009/3–4. 170–194.
- На пути к литературной антропологии. Studia Slavica Hung. 54/2 (2009). 359–382.
- Тихая красота (О метафорах творческого акта в поэзии Пушкина) = Studia Slavica Savariensia, 2009/1-2. 129–142.
- Dosztojevszkij és Pascal. Studia Caroliensia 2009. 4 (X.). 3–13.
- „…tulajdonképpen miért, minek akarok én írni…” (Az írás diszkurzv rendje Dosztojevszkij prózájában), = Thomka-symposion, Ünnepi kötet Thomka Beáta köszöntésére. Kalligram, 2009. 230−243.
- Bahytin „első filozófiája” a prózapoétika távlatából (Egy perszonalista cselekvéselmélet margójára) = A mondat becsülete. Írások a hetvenéves Abádi Nagy Zoltán tiszteletére. Szerk. Bényei Tamás, Bollobás Enikő, D. Rácz István. Debrecen, Debreceni Egyetemi Kiadó, 2010. 394–405.
- Rímkatarakták – a Hajnali részegség szemantikai elemzése = Hajnali részegség (A tizenkét legszebb magyar vers 6.), szerk. Fűzfa Balázs. Savaria University Press, Szombathely, 2010. 267–286.
- József Attila irodalmi antropológiája = A hermeneutika vonzásában. Kulcsár Szabó Ernő 60. születésnapjára. Budapest, Ráció, 2010. 349–373.
- Íratlan poétika. Thomka Beáta köszöntése. Literatura 2010/1. 92–97.
- A vákuum hangjai (A dolog, a dal és a szó Gogol Holt lelkek című poémájában) = Regények, Médiumok, Kultúrák. Szerk. Kovács Árpád. Budapest, Argumentum [Diszkurzívák 10.] 2010. 229–252.
- A diszkurzus cselekményelméleti gyökerei Mihail Bahtyin gondolkodásában. Irodalomtörténet, 2010/3. 303–331.
- Rím és katakrézis a Hajnali részegségben. Literatura 2010/4. 344–366.
- Az És poétikája – Kovács András Ferenc olvassa József Attilát = Ritmikai és retorikai tradíció a kortárs magyar lírában. Szerk. Boros Oszkár, Érfalvy Lívia, Horváth Kornélia. Budapest, Ráció Kiadó, 2011.
- Metafizika vagy metalingvisztika? Bahytin és Lukács regényelméletéről. Filológiai közlöny 2011/4. 338–355.
- Персонализм литературной антропологии Михаила Бахтина (От феноменологической эстетики к поэтике прозы). Russian Literature LXXII–I. 2012. 1–44.
- «Живое согласие» (Семантический масштаб симпатии в романе «Обломов») = Гончаров: живая перспектива прозы‚ Szombathely‚ 2012. 124–159.
- Az irodalmi eseményről. Partitúra 2012/2. 3–25.
- A novelláról és Kosztolányi rövidprózájáról (A Pesztra eseményvilága). Alföld 2013/1. 74–100.
- A megnyílt értelem poézise (Az Eszmélet mint eszmélet) = Eszmélet-konferencia. (A tizenkét legszebb magyar vers 11.), Savaria University Press, Szombathely, 2013. 71–106.
- Mi az egzisztenciális metafora? Literatura 1913/2. 95–114.
- Hamlet beszél. In: „Visszhangot ver az időben”. Hetven írás Szegedy-Maszák Mihály születésnapjára. Pozsony, Kalligram, 2013. 510–518.
- A novella és egy novellista. In: Az olvasás labirintusában. Tanulmányok Eisemann György hatvanadik születésnapjára. Bp., Ráció, 2013. 520–553.
- A fantasztikus mint heurézis. Partitúra 2013/1. 3−31.
- A „legújabb Gárdonyi”: arccal Dosztojevszkij felé. A poétikai irányváltás kérdéséhez. Filológiai közlöny, 2014/2, (LX), 245−281.
- Gárdonyi és Dosztojevszkij. A Mesterkönyvet és a Te, Berkenye! című regényt olvasva = Tanulmányok Gárdonyi Géza és Bródy Sándor művészetéről. Budapest, Ráció, 175−202.
- Metafora és identitás: Northrop Frye időszerűsége = Northrop Frye 100: A Danubian Perspective. Budapest, L’Harmattan, 2014. 37–50.
- Philia és Sophia – Blaise Pascal a geometriai, a bibliai és a költői gondolkodásról // A tudomány kultúrája. Tanulmányok a Pannon Egyetem Irodalom- és kultúratudományi Műhelyéből. Veszprém, 2014. 137–164.
- Nevetésműfajok és fantasztikum Dosztojevszkij prózájában (Egy nevetséges ember álma. Fantasztikus elbeszélés). Irodalomtörténet 2015/2, (96). 176–196.
- Дискурс‚ рассказ и троп («Покой» в творчестве Пушкина) // Диалог согласия: сборник научных статей к 70-летию В.И. Тюпы. Под. Ред. О.В. Федуниной и Ю.Л. Москва‚ Intrada, 2015. 336–349.
- Проблема кореференций в свете гуманитарной мысли Михаила Бахтина. Narratorium 2016/1.
- −„Derült szívvel”. Az esztétikai eszmélet Sík Sándor gondolkodásában = Nemzet – Sors− Identitás. «európai látószögű magyar ». Írások a hatvanéves Bertha Zoltán tiszteletére. L’Harmattan, 2015. 185−194.
- −Odatartozóság – Szitár Katalin breviáriuma elé. Filológiai közlöny 2015/4. 558-571.
- Az esztétikai eszmélet Sík Sándor gondolkodásában. Alföld 2016/3. 90-98.
- − « L’infinité en petitesse », Pascal et Dostoïevski = De l’écriture et des fragments. Fragmentation et sciences humaines, dirigé par: Peter Schnyder et Frédérique Toudoire-Surlapierre, (De l’écriture et des fragments: littérature, culture, arts. Colloque international pluridisciplinaire à l’Université de Mulhouse, 20−22 mars 2014. Organisé par l’Institut de recherche en langues et littératures européennes), Paris, Classiques Garnier, 2015.